# Aldeanos leoneses
Aldeanos leoneses es una de las obras más representativas de la etapa de madurez del pintor español Joaquín Sorolla

(1863-1923). Está pintada al óleo sobre lienzo y sus dimensiones son de 198,6 x 253,6 cm.

## Historia de la obra
Según el investigador y director del Museo Textil de Val de San Lorenzo de León Miguel Ángel Cordero, su ejecución se enmarca en el contexto de las varias visitas que el artista realiza a la provincia entre 1902 y 1913, «buscando [sobre todo] la riqueza de [su] indumentaria campesina».
En 1908, es decir, un año después de su realización, la pieza forma parte del conjunto de obras presentadas en las Grafton Galleries de Londres, donde llama poderosamente la atención del magnate estadounidense Archer Milton Huntington, fundador de la Hispanic Society of América en 1904, quien, al año siguiente (1909), organiza la primera exposición de obras de Sorolla en Nueva York (el mismo día de la inauguración, compra los cuadros Aldeanos leoneses («atractivo grupo […] con sus asnos brillantemente enjaezados») y Sol de tarde). Finalmente, le encarga la realización de los catorce paneles que constituyen su Visión de España, que desde entonces decoran uno de los salones de la institución.

### Hemerografía
- Aguilar, Andrea (18 may. 2017). «Premio Princesa de Asturias de Cooperación 2017 para la Hispanic Society». El País. Edición digital.
- Cordero López, Miguel Ángel (2013). «Escuchar con la mirada: Val de San Lorenzo, 1926-2013». Argutorio (30): 103-105. ISSN 1575-801X.
- Fanjul, Cristina (14 dic. 2013). «Un cuadro de León fue el origen de la relación de Sorolla con Huntington». Diario de León. Edición digital.

Prensa histórica
- Cruset, Sebastián (29 mar. 1909). «Sorolla en el Museo de la Sociedad Hispánica de América en Nueva York». La Ilustración Artística (Barcelona) (1422): 218-220.
- R. S. (19 mar. 1909). «Gran triunfo de Sorolla». La Correspondencia de España. Información (Madrid) (18 664): 3.
- REDACCIÓN (20 may. 1908). «Anécdota graciosa». La Defensa (Alcoy) (1277): 1.
- REDACCIÓN (28 may. 1908). «Anécdota graciosa». Diario de Reus (126): 2.
- REDACCIÓN (12 feb. 1909). «Sorolla en América». El Imparcial (Madrid) (15 058): 3.
- REDΑCCIÓN (12 feb. 1909). «Sorolla en América». La Correspondencia de Valencia (10 664): 6.
- REDACCIÓN (13 feb. 1909). «Sorolla en América». El País (Madrid): 2.